# Therobia albifacies
Therobia albifacies är en tvåvingeart som först beskrevs av Villeneuve 1914.  Therobia albifacies ingår i släktet Therobia och familjen parasitflugor. Inga underarter finns listade i Catalogue of Life.